# خرمالو دماغه
خرمالو دماغه (نام علمی: Diospyros whyteana) نام یک گونه از سرده خرمالو است.